# Repulsion
Repulsion er et amerikansk grindcoreband, som blev dannet i 1984 i Michigan under navnet Genocide af Scott Carlson (vokal, bas), Aaron Freeman (guitar), Matt Olivo (guitar) og Dave Grave (trommer). Året efter inviterede Chuck Schuldiner fra det pionerende dødsmetal-band Death, Carlson og Olivo til at slutte sig til ham, hvilket de takkede ja til. Derved blev Genocide sat på pause, men allerede genoptaget sent samme år, da Carlson og Olivo vendte tilbage. Denne gang valgte de dog at ændre navn til Repulsion. I januar 1986 udgav de Stench of Burning Death demoen, som spredte sig hurtigt i undergrunden, og hjalp dem med at etablere en større fansskare. Kort tid efter udgivelsen så gruppen sig nødsaget til at ændre navn fra Genocide til Repulsion, idet der allerede var et band fra Massachusett og Japan, som havde navnet. 
Trods deres få studiealbums udgivelser anses Repulsion som et af de mest indflydelsesrige grindcore og deathgrind-bands til dato.

## Medlemmer

### Nuværende medlemmer
- Scott Carlson – Vokal (1984-85, 1985–88, 1990-93, 2003-), bas (1985–88, 1990-93, 2003-)
- Matt Olivo – Guitar (1984-85, 1985–88, 1990-93, 2003-)
- Chris Moore – Trommer (2014-)

### Tidligere medlemmer
- James Auten - Trommer (1984)
- Sean MacDonald - Bas (1985)
- Phill Hines - Trommer (1984)
- Aaron Freeman - Guitar (1986-88, 1990-93, 2003-05)
- Dave 'Grave' Hollingshead - Trommer (1986-88, 1990-93, 2003-05)
- Col Jones - Trommer (2005-14)
- Tom 'Fish' Perro - Trommer (1986)
- Matt Harvey - Guitar (2005-08)
- Mike Beams - Guitar (2008-11)
- Marissa Martinez - Guitar (2011-13)

## Diskografi
| - 1989: Horrified - 1984: Rehearsal Tape - 1984: Stench of Burning Death' - 1985: Violent Death - 1986: WFBE - 1986: Horrified - 1991: Rebirth - 1991: Final Demo | - 1991: "Excruciation" (single, Relapse 1991) - 2004: Necrothology - 2004: Releapse Singles Series Vol.3 |